# Zulumyia signifera
Zulumyia signifera är en tvåvingeart som beskrevs av James 1957. Zulumyia signifera ingår i släktet Zulumyia och familjen vapenflugor.
Artens utbredningsområde är Uganda. Inga underarter finns listade i Catalogue of Life.